# Richard Demarco
Richard Demarco (n. 1930, Portobeleo, Edinburgh) galerist, artist și promoter cultural.
Pentru mulți ani galeria Richard Demarco a promovat artisti din România precum Paul Neagu, Horia Bernea, Ovidiu Maitec, Vladimir Șetran, dar și din restul Europei de est, Marina Abramovici, Tadeusz Kantor, NSK, ori Joseph Beuys.